# تجارة الرقيق المحلية

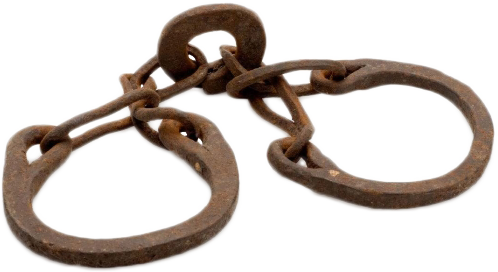

تجارة الرقيق المحلية (والمعروفة أيضًا باسم الممر الأوسط الثاني وتجارة الرقيق بين الأقاليم)، هي المصطلح الخاص بالتجارة المحلية بالرقيق داخل الولايات المتحدة، والتي أعادت توزيع العبيد عبر الولايات خلال فترة ما قبل الحرب. ازدادت أهمية هذا المصطلح في أوائل القرن التاسع عشر عندما قدَّر المؤرخون نقل مليون عبد في هجرة قسرية من الجنوب الأعلى: ميريلاند وديلاوير وفرجينيا وتينيسي وكنتاكي وكارولاينا الشمالية وكارولينا الجنوبية ومقاطعة كولومبيا إلى المناطق والولايات المصرّح بها حديثًا في الجنوب العميق والأقاليم الغربية: جورجيا وألاباما وفلوريدا ولويزيانا وميسيسيبي وأركنساس وتكساس.
يقول الاقتصاديون إن الصفقات في سوق الرقيق بين الأقاليم دُفِعت في المقام الأول بالاختلافات في الإنتاجية الحدية للعمالة، والتي اعتمدت على الميزة النسبية بين المناخات التجارية لإنتاج السلع الأساسية. تأثرت التجارة بشدة باختراع محلج القطن، إذ أصبح القطن قصير التيلة مربحًا للزراعة عبر مساحات شاسعة من الهضاب في الجنوب العميق (الحزام الأسود). اعتمدت المنتجات سابقًا على القطن طويل التيلة الذي يُزرع في المناطق الساحلية والجزر البحرية.
أدى التباين في الإنتاجية إلى خلق فرص مراجحة للمتداولين من أجل استغلالها، وسهّل أيضًا التخصص الإقليمي في إنتاجية العمالة. إن الآثار الحقيقية لتجارة الرقيق المحلية على كل من اقتصاد الجنوب القديم وأنماط هجرة العبيد العامة إلى المناطق الجنوبية الغربية غير مؤكدة بسبب النقص في البيانات، لا سيما في ما يتعلق بالآثار المتعلقة بأسعار العبيد وقيمة الأراضي وإجماليات تصدير العبيد. شكّلت هذه الآثار نقاط خلاف بين المؤرخين الاقتصاديين.

## اقتصاديات تجارة الرقيق بين الأقاليم
برزت تجارة الرقيق الداخلية بين المستعمرات في عام 1760 كمصدر للعمالة في أمريكا الأولى. تاجر بعض المستعمرين بالأمريكيين الأصليين في السنوات الأولى، ولكنهم بدؤوا يفضلون استخدام العبيد المستوردين من أفريقيا. ازدادت أهمية التجارة الداخلية في أعقاب الحرب الثورية الأمريكية وفترة توسيع المستوطنات في المناطق الواقعة غرب جبال الأبالاش وإلغاء تجارة الرقيق عبر المحيط الأطلسي في عام 1808، لا سيما مع تدفق المستوطنين إلى الجنوب العميق في القرن التاسع عشر. أخذ بعض الأشخاص (الذين تأسسوا كمزارعين أصليين) عبيدًا معهم أثناء انتقالهم من أراضيهم. اشترى آخرون العبيد من الأسواق الإقليمية لتطوير وملئ المزارع بالموظفين.
تشير التقديرات إلى نقل نحو 835 ألف عبد إلى الجنوب الأمريكي في الفترة ما بين عامي 1790 و1860 (يصفهم الاقتصاديون بأنهم مستوردون من الجنوب الأعلى وتنقلوا داخل الأراضي الأمريكية). يتحدث المؤرخون على نطاق واسع بمليون عبد نُقلوا خلال هذا الممر الأوسط. أشار تحليل أجراه روبرت فوغل وستانلي إنغلمان إلى أن 16% من إجمالي هجرة العبيد كان بسبب بيع العبيد عبر التجارة المحلية. انتُقدت استنتاجات فوغل وإنغلمان بشدة من قبل الاقتصاديين الآخرين.
شكلت الولايات المُصدِّرة في الجنوب الأعلى مثل فرجينيا كارولينا الشمالية وماريلاند وكنتاكي أكبر مصادر لتجارة الرقيق المحلية. استورِد معظم العبيد من هذه الولايات إلى كارولينا الجنوبية وجورجيا وألاباما وميسيسيبي ولويزيانا وأركنساس. يعزو كل من فوغل وإنغلمان النسبة الأكبر من هجرة الرقيق بين الأقاليم (وليس الهجرة بسبب تجارة الرقيق) إلى حركة نقل المزارعين لمجموعات العبيد بأكملها إلى الجنوب العميق لتطوير مزارع جديدة أو الاستيلاء على المزارع الحالية (لاحقًا). جذبت الأراضي الجديدة في الجنوب العديد من المستوطنين المتعطشين للأراضي.

## المساهمة في نمو تجارة الرقيق بين الأقاليم
افترض المؤرخون الذين يجادلون من أجل استنفاد التربة كتفسير لاستيراد الرقيق إلى الجنوب العميق بروز الدول المصدَّرة كدول منتجة للرقيق بسبب التحول الكبير للزراعة في الجنوب الأعلى. تحولت مناطق التبغ الساحلية ومناطق بيدمونت بحلول أواخر القرن الثامن عشر إلى مناطق محاصيل مختلطة بسبب استنفاد التربة وتغير الأسواق. حولت الولايات في الجنوب الأعلى تركيز المحاصيل من التبغ إلى الحبوب التي تتطلب عملاً أقل من الرقيق، ويعود سبب ذلك إلى تدهور التربة وزيادة الطلب على المنتجات الغذائية. أدى هذا إلى انخفاض الطلب على الولايات اليسرى في الجنوب الأعلى مع وجود فائض في العمالة.
زاد الطلب على العمال لزراعة قصب السكر ومحاصيل القطن ذات كثافة العمالة المرتفعة، وذلك مع قيام قانون إزالة الهنود القسرية الذي طبقته الولايات المتحدة لإتاحة أراضي جديدة في الجنوب الأعلى. خلق التطور الشامل لمزارع القطن أعلى طلب على العمالة في الجنوب العميق. حول اختراع محلج القطن في أواخر القرن الثامن عشر أيضًا القطن قصير التيلة إلى محصول مربح يمكن زراعته في المناطق الداخلية في الجنوب الأعلى.
توغل المستوطنون في الجنوب ونقلوا القبائل الخمس المتحضرة وغيرها من الجماعات الأمريكية الأصلية. سيطر القطن طويل التيلة الذي يزرع في المقام الأول في الجزر البحرية وفي لوكونتري الساحلية على سوق القطن. خلق الازدهار الناتج في صناعة القطن (إلى جانب الطبيعة كثيفة العمالة للمحصول) الحاجة إلى عمالة الرقيق في الجنوب العميق، والتي يمكن أن تكون محققة عن طريق عرض فائض الشمال.
أدت زيادة الطلب على العمالة في الجنوب العميق إلى ارتفاع أسعار العبيد في الأسواق مثل أسواق نيو أورليانز، والتي أصبحت رابع أكبر مدينة في البلاد تعتمد جزئيًا على الأرباح الناتجة عن تجارة الرقيق والشركات ذات الصلة. خلق فرق الأسعار بين الجنوب العميق والأعلى هذه الزيادة. استغل تجار الرقيق فرصة المراجحة هذه عن طريق الشراء بأسعار منخفضة في الجنوب الأعلى ثم بيع العبيد بربح بعد أخذهم أو نقلهم عبر الجنوب. اعتقد بعض العلماء أنه كان هناك انتشار متزايد في الجنوب الأعلى لتربية العبيد الصغار للاستفادة منهم في التصدير. أُعلن عن القدرة الإنتاجية المُثبتة للنساء المستعبدات كنقطة بيع وميزة زادت من قيمتها.
استخدم المزارعون وأصحاب الأراضي العبيد بشكل متزايد كبديل للدفع النقدي من أجل سداد قروضهم -على الرغم من عدم أهمية هذا الإجراء أمام تصدير العبيد إلى الجنوب العميق- فساهم ذلك أيضًا في نمو تجارة الرقيق الداخلية.

## تأثير تجارة الرقيق بين الأقاليم على الهجرة إلى الغرب
قدّر الاقتصاديَون روبرت ويليام فوغل وستانلي ليويس إنغرمان أن تجارة الرقيق تمثل 16% من نقل الأميركيين الأفارقة المستعبدين في كتابهما بعنوان «زمن على الصليب». انتُقد هذا التقدير بشدة بسبب الحساسية الشديدة للوظيفة الخطية المستخدمة لجمع هذه النسبة التقريبية. قدَّر الاقتصادي جوناثان بريتشيت هذا بما يقارب 50% أو 835 ألف عبد بين عامي 1790-1850.
يمكن أن تحدث الهجرة القسرية للعبيد بشكل طبيعي بسبب ضغوط السكان الطبيعية والزيادة اللاحقة في أسعار الأراضي بالإضافة إلى تجارة الرقيق بين الأقاليم. يؤكد البروفيسور ميلر أنه «من المشكوك فيه ما إذا كانت حركة الرقيق بين الولايات قد قدمت مساهمة صافية في التدفق الغربي للسكان».

## طبيعة السوق
قُدِّمت حجة مفادها أن تجارة الرقيق بين الأقاليم كانت تجارة مربحة جدًا لتجار الرقيق. يشير جوناثان بريتشيت إلى أدلة على وجود عدد كبير من الشركات العاملة في سوق تجارة العبيد، وتركيز كثيف نسبيًا لهذه الشركات والحواجز الضعيفة التي تمنع الدخول. يقول أيضًا إن التجار الذين كانوا يصدّرون العبيد من الجنوب الأعلى كانوا من التجار الذين يقبلون بالسعر المُعطى لهم والذين يسعون فقط لجني أكبر قدر من المال والذين يعملون في سوق حققت توازنًا تنافسيًا طويل المدى.